# برايس غولدزبوروغ
برايس غولدزبوروغ (بالإنجليزية: Brice Goldsborough)‏ هو ملاح أمريكي، ولد في 20 مارس 1889 في سيوكس سيتي في الولايات المتحدة، وتوفي في 23 ديسمبر 1927 في دومينيون نيوفاوندلاند.